# 롄윈구
롄윈구(한국어: 연운구, 중국어: 连云区, 병음: Liányún Qū)는 중화인민공화국 장쑤성 롄윈강 시의 현급 행정구역이다. 넓이는 506km2이고, 인구는 2007년 기준으로 200,000명이다.

## 행정 구역
7개 가도, 1개 진, 3개 향을 관할한다.
- 가도: 墟沟街道, 连云街道, 云山街道, 板桥街道, 连岛街道, 中云街道, 猴嘴街道.
- 진: 朝阳镇.
- 향: 宿城乡, 高公岛乡, 前三岛乡.